# Red Amick
Richard "Red" Amick (Kansas City, 19 januari 1929 - Crystal River, 16 mei 1995) was een Amerikaans Formule 1-coureur. Hij reed 2 races in deze klasse; de Indianapolis 500 van 1959 en 1960.